# Fiedieracija Chokkieja Rossii
Federacja Hokeja Rosji (FHR) (ros. Федерация Хоккея России (ФХР) – transkr. pol. Fiedieracija Chokkieja Rossii) – organizacja działająca w celu rozwoju i promocji hokeja w hokeja na lodzie, organizująca rozgrywki w tym kraju i reprezentująca Federację Rosyjską w IIHF.

## Historia
W okresie Związku Radzieckiego od 1 lipca 1959 istniała Federacja Hokeja ZSRR (ros. Федерация Хоккея СССР).
19 stycznia 1992 Federacja Hokeja Rosji została następcą prawnym Federacji Hokeja ZSRR.

## Szefowie
ZSRR
W okresie ZSRR szefem organizacji był Przewodniczący Prezydium Federacji Hokeja RFSRR (РСФСР):
- I. A. Stołbow (1959–1962)
- Konstantin Gwozdiew (1962–1972)
- Grigorij Mkrtyczan (1972–1976)
- Igor Romiszewski (1976–1979)
- Dmitrij Boginow (1979–1987)
- Wiaczesław Starszynow (1987–1991)
- Boris Majorow (wrzesień – 12 listopada 1991)

Rosja
Po utworzeniu FHR w Rosji szefem organizacji jest Prezydent FHR
- Władimir Leonow (12 listopada 1991 – 22 maja 1992)
- Władimir Pietrow (22 maja 1992 – 8 kwietnia 1994)
- Walentin Sycz (8 kwietnia 1994 – 21 kwietnia 1997)
- Jurij Korolow p.o. (24 kwietnia 1994 – 30 maja 1997)
- Aleksandr Stieblin (30 maja 1997 – 26 marca 2006)[2]
- Igor Tuzik p.o. (24 marca – 26 kwietnia 2006)
- Władisław Trietjak (26 kwietnia 2006 –)[3]

Od 12 listopada 1991 Prezydent FHR był wybierany na kadencję 4 lat, od 9 lutego 2010 na pięć lat, a od 24 stycznia 2014 ponownie na cztery lata.

## Władze
Na czele FHR stoi Prezydent.
We władzach działa Rada Powiernicza (ros. Попечительский Совет):
- Arkadij Rotenberg – prezes zarządu FHR, prezes zarządu SMP Bank
- Raszyd Nurgalijew – przewodniczący Rady Powierniczej FHR, sekretarz Rady Bezpieczeństwa, wicepremier FR
- Giennadij Timczenko – przewodniczący Rady Dyrektorów KHL
- Władimir Dmitrijew – prezes zarządu OAK
- Siergiej Czemiezow – generalny dyrektor Rostex
- Oleg Sijenko – generalny dyrektor Uralwagonzawod
- Andriej Bokariow – przewodniczący rady nadzorczej Transmaszholding
- Wiktor Jewtuchow – wiceminister Przemysłu i Handlu FR

Rada nadzorcza (ros. Правление) w 2017:
- Arkadij Rotenberg – prezes zarządu FHR, prezes zarządu SMP Bank
- Władimir Asiejew – prezes zarządu Centrum Koordynacji Międzyregionalnej „Wołga”
- Andriej Bokariow – przewodniczący rady nadzorczej Transmaszholding
- Wiaczesław Diemieńszyn – prezes Międzyregionalnego Koordynacyjnego Centrum „Ural-Zachodnia Syberia”
- Wiktor Jewtuchow – wiceminister Przemysłu i Handlu FR
- Aleksiej Żamnow – pierwszy wiceprezes, dyrektor generalny Spartaka Moskwa
- Boris Iwaniużenkow – prezes Międzyregionalnego Koordynacyjnego Centrum „Region-Centr”
- Igor Kazikow – przedstawiciel Komitetu Olimpijskiego Rosji
- Walerij Kamienski – wiceprezydent KHL ds. Rozwoju
- Jurij Karandin – prezes Międzyregionalnego Koordynacyjnego Centrum „Syberia-Daleki Wschód”
- Dmitrij Kurbatow – dyrektor wykowanczy FHR
- Boris Majorow – wiceprezydent FHR
- Walerij Łar´kin – prezes MKC „Północny-Zachód”
- Siergiej Miendielejew – prezes Międzyregionalnego Koordynacyjnego Centrum „Moskwa”
- Aleksandr Miedwiediew – prezes zarządu MHL
- Boris Michajłow
- Jurij Nagornych – wiceminister Sportu Rosji
- Raszyd Nurgalijew – przewodniczący Rady Powierniczej FHR
- Wiktor Raszynkow – prezes Mietałłurga Magnitogorsk
- Roman Rotenberg – pierwszy wiceprezes FHR
- Andriej Safronow – generalny dyrektor Dinama Moskwa
- Aleksandr Stieblin – honorowy prezydent FHR
- Giennadij Timczenko – przewodniczący Rady Dyrektorów KHL
- Michaił Miszustin – szef Federalnej Podatkowej Służby
- Władisław Trietjak – prezydent FHR, deputowany do Dumy Państwowej
- Dmitrij Czernyszenko – prezydent KHL
- Szamil Chusnutdinow – prezes Tatneft-Ak Bars Kazań
- Władimir Jurzinow – Zasłużony Trener ZSRR i Rosji
- Aleksandr Jakuszew – prezydent klubu Legendy Hokeja